# إميل ارنو
إميل ارنو (بالفرنسية: Émile Arnaud)‏ هو كاتب ومحامي وكاتب عدل فرنسي، ولد في 1864، وتوفي في 1921.